# Phyllochoreia unicolor
Phyllochoreia unicolor är en insektsart som beskrevs av John Obadiah Westwood 1839. Phyllochoreia unicolor ingår i släktet Phyllochoreia och familjen Chorotypidae. Inga underarter finns listade i Catalogue of Life.